# Mount Cameron
Mount Cameron ist ein 1013 m hoher Berg im ostantarktischen Mac-Robertson-Land. Er ragt 8 km südlich des Mount Woinarski in den Prince Charles Mountains auf.
Kartiert wurde er anhand von Luftaufnahmen, die 1956 und 1960 bei den Australian National Antarctic Research Expeditions entstanden. Das Antarctic Names Committee of Australia (ANCA) benannte ihn nach Alexander Scott Cameron, Arzt auf der Mawson-Station im Jahr 1965.